# صومعه هورومایر
صومعه هورومایر (ارمنی: Հոռոմայրի վանք Horomayri Monastery); یک صومعه حواری ارمنی واقع در Odzun، ارمنستان می‌باشد.  این بنا به سبک معماری ارمنی طراحی شده‌است.

## نگارخانه

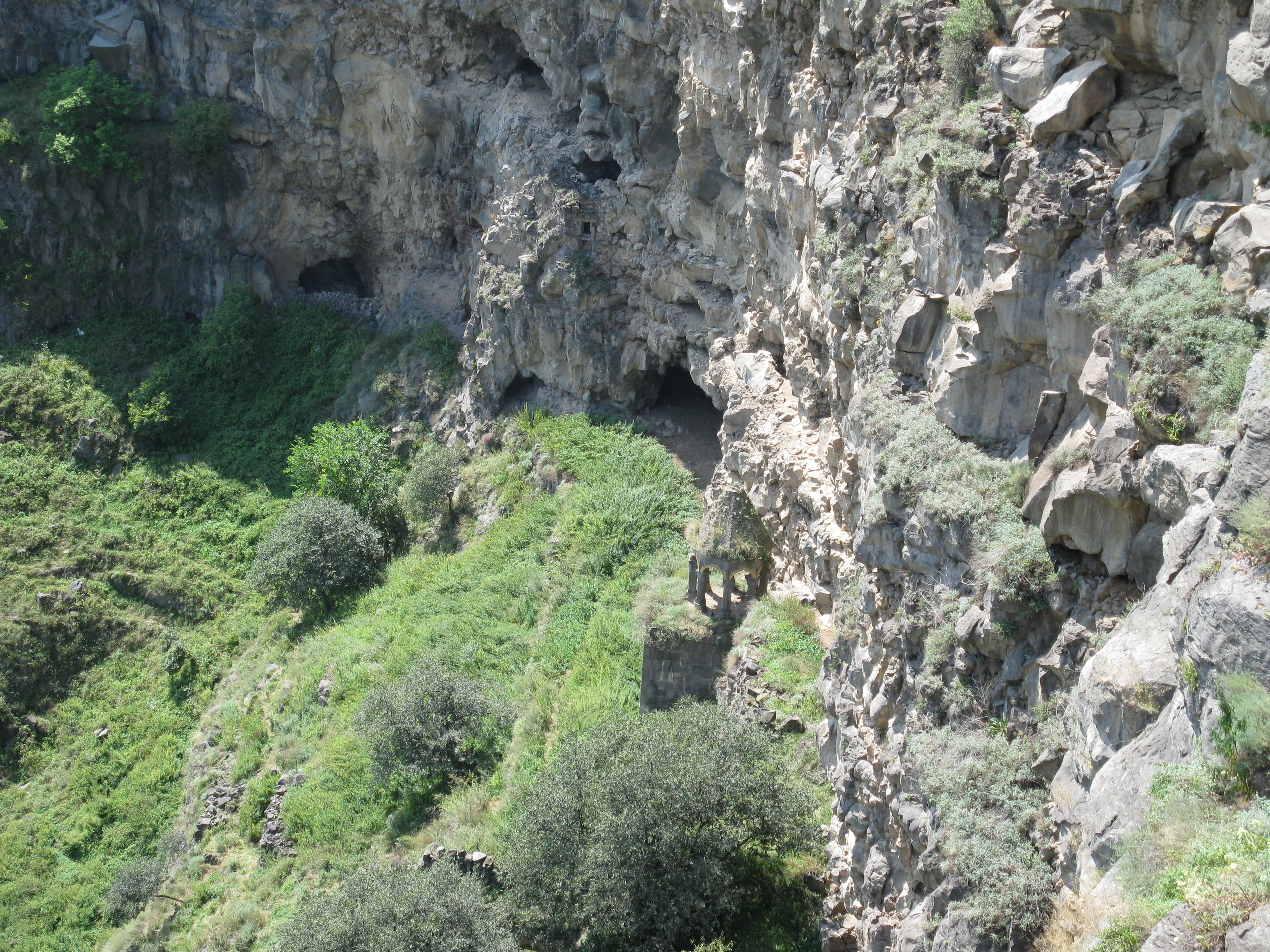
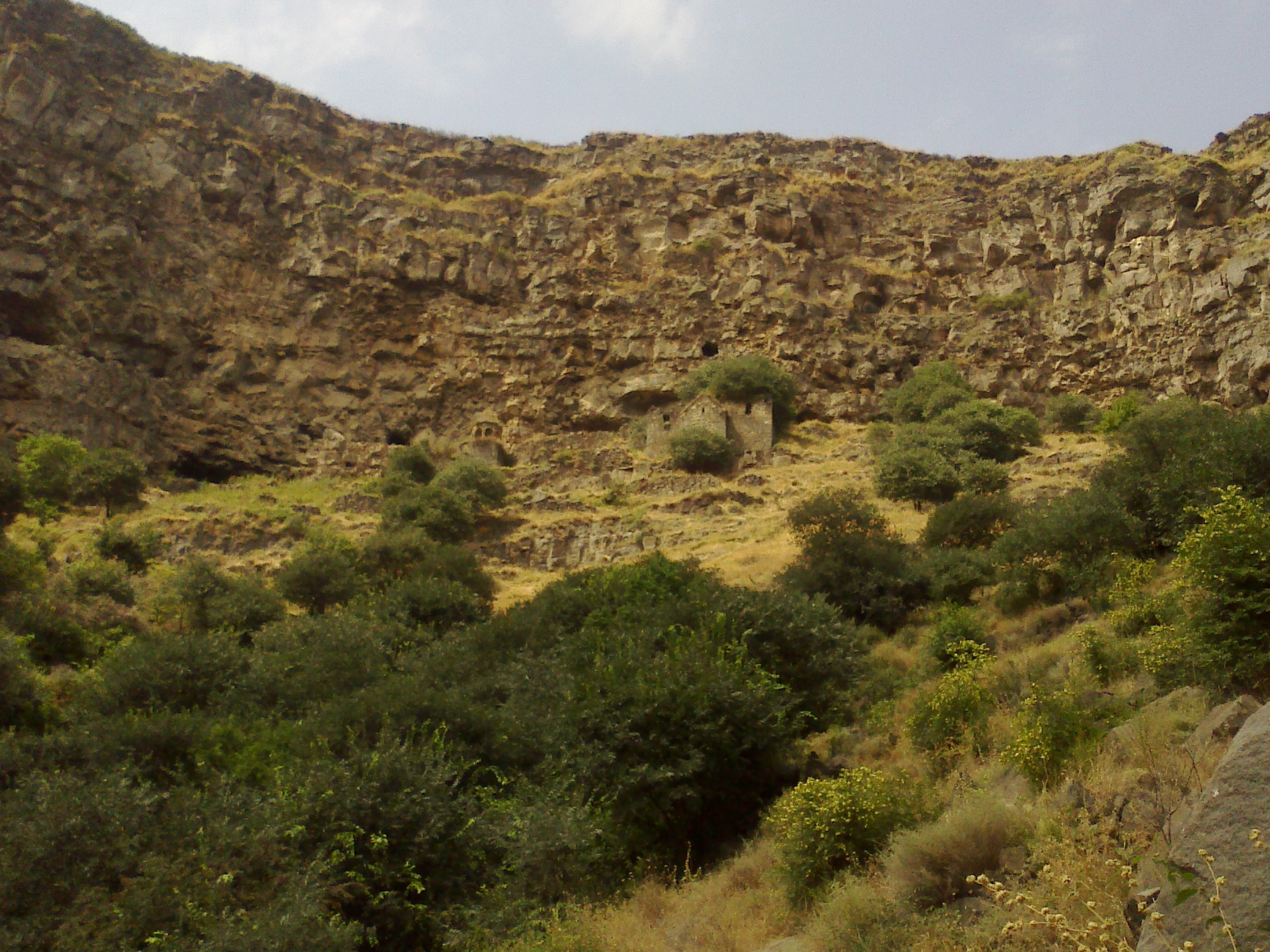
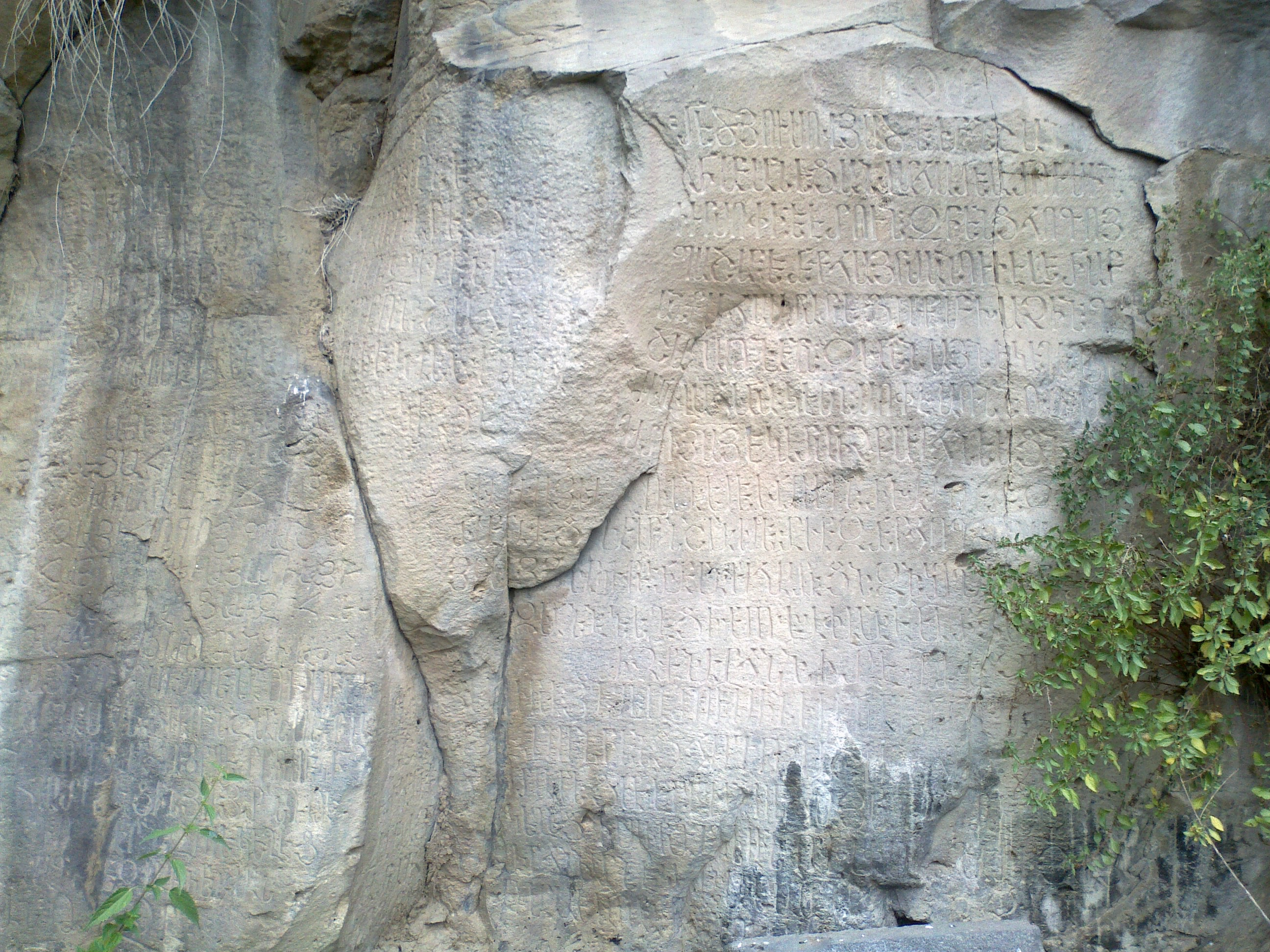